# Klonoa (игра, 2008)
Klonoa — видеоигра в жанре платформера, разработанная студией Paon и изданная Namco Bandai Games для игровой системы Nintendo Wii. Представляет собой ремейк игры Klonoa: Door to Phantomile, вышедшей на PlayStation в 1997 году и ставшей первой в серии Klonoa. Обновлённая версия отличается полностью трёхмерной графикой, дополнительным контентом и изменениями в игровом процессе. Выпуск состоялся в декабре 2008 года в Японии, а в мае 2009 года — в Северной Америке и Европе.
Проект был задуман как попытка возродить серию к её десятилетию. Продюсером стал Хидео Ёсидзава, геймдизайнер оригинальной Door to Phantomile, который собрал команду из бывших разработчиков. Игра получила высокие оценки критиков, некоторые назвали её одной из лучших на платформе Wii. Однако коммерческий провал заставил Bandai Namco отказаться от планов по возрождению франшизы. Серия Klonoa не развивалась более десятилетия, пока в июле 2022 года не был выпущен сборник Klonoa Phantasy Reverie Series, содержащий обновлённые версии Klonoa и Klonoa 2: Lunatea’s Veil.

## Игровой процесс

Клоноа несет на себе надутого врага на первом уровне игры.

Klonoa — видеоигра в жанре платформера с боковой прокруткой, представляющая собой ремейк Klonoa: Door to Phantomile. Главный герой, Клоноа, вместе с компаньоном Хьюпо отправляется в путешествие по спасению певицы Лефис от антагониста Гадиуса. Игровой процесс основан на прохождении уровней, где игрок управляет Клоноа, использующим кольцо для создания «Ветряной пули», способной надувать врагов. Надутых противников можно бросать в разных направлениях для атаки или разрушения препятствий, а также использовать для дополнительного прыжка в воздухе. Новая версия игры включает способность «Вихрь», замедляющую врагов. Графика полностью трёхмерная, в отличие от оригинальной игры, сочетавшей двухмерные спрайты и трёхмерное окружение. Также присутствует озвучка на нескольких языках, включая вымышленный «фантомилианский». Также присутствует разблокируемый режим с отзеркаленными уровнями, дополнительными испытаниями, костюмами из других игр серии, и режим прохождения на время.

## Разработка
После слияния компаний Namco и Bandai в 2005 году, в результате которого образовалась Bandai Namco Holdings, вице-президент Син Унодзава выразил заинтересованность в возрождении серии Klonoa, учитывая её значительную фанатскую базу. Компания решила создать ремейк оригинальной Klonoa: Door to Phantomile к её 10-летнему юбилею. Этот проект должен был определить потенциал серии для полноценного возрождения. Выбор платформы Nintendo Wii был обусловлен её широкой популярностью, что позволило бы игре, как и оригиналу, привлечь как взрослую, так и молодую аудиторию. Разработка ремейка началась в октябре 2007 года.

Редизайн Клоноа для игры 2008 года (слева), и предполагаемый редизайн Клоноа для американской версии игры (справа)

Разработкой ремейка Klonoa занималась японская студия Paon под руководством Хидео Ёсидзавы, геймдизайнера оригинальной игры, который выступил в роли продюсера. В состав команды разработчиков вошли бывшие сотрудники студии Klonoa Works, включая главного планировщика Цуёси Кобаяси, Ёсихико Арай и звукорежиссёра Канако Какино, а также поклонники серии из самой компании. В отличие от оригинала, использовавшего 2D-спрайты персонажей в 3D-окружении, ремейк полностью выполнен в трёхмерной графике, схожей с продолжением 2001 года Klonoa 2: Lunatea’s Veil. Катсцены были воссозданы на игровом движке. Ёсидзава отмечал, что возможности Wii позволили приблизить мир Klonoa к изначальному замыслу, реализовав такие элементы, как прозрачная вода и эффекты освещения.
Разработчики внесли изменения в игровой процесс и дизайн уровней, стремясь сделать игру более увлекательной. Для привлечения опытных поклонников жанра были добавлены режим с отзеркаленными уровнями и новые костюмы. Ремейк получил полную озвучку на нескольких языках, включая японский и основные европейские языки, а также опцию фантомилианского языка в исполнении японских актёров. В японской версии Клоноа озвучивает Кумико Ватанабэ, Хьюпо — Акэми Канда, Лефис — Юко Минагути, а Джока — Бин Симада. Официальный анонс ремейка состоялся на Tokyo Game Show 2008. Выпуск в Японии состоялся 4 декабря 2008 года.
В процессе разработки международной версии Klonoa компания Namco Bandai провела публичный опрос, предложив альтернативный дизайн главного героя с более кошачьими ушами. Ёсидзава полагал, что оригинальный облик может показаться западной аудитории устаревшим и чрезмерно милым. Однако новый дизайн вызвал негативную реакцию критиков: издания Joystiq и Kotaku сочли его непривлекательным, сравнив с летучей мышью. В результате Namco Bandai отказалась от редизайна, сохранив для международного издания первоначальный облик Клоноа. В западной версии игры был убран подзаголовок Door to Phantomile и добавлена новая атака «вихрь», использующая сенсор движения контроллера Wii Remote.

### Ремастер
В феврале 2022 года было объявлено о выпуске Klonoa Phantasy Reverie Series — сборника игр, включающего Klonoa: Door to Phantomile и Klonoa 2: Lunatea’s Veil. Выпуск состоялся 7 июля 2022 года для платформ Nintendo Switch, PlayStation 4, PlayStation 5, Xbox One, Xbox Series X/S и для персональных компьютеров через Steam. Это четвёртый ремастер в серии Encore от Bandai Namco Entertainment, после обновлённых версий Katamari Damacy, Kotoba no Puzzle: Mojipittan и Mr. Driller Drill Land.
Ремастер Klonoa: Door to Phantomile основан на ремейке для Wii, но с улучшенной графикой и обновлёнными моделями персонажей. Визуальный стиль при этом ориентирован на оригинальную игру для PlayStation. В японской версии предзаказ включал загружаемые костюмы. Для всех регионов был выпущен загружаемый Worldwide Special Bundle, включающий бонусные костюмы, оригинальные саундтреки и цифровой артбук.

## Критика
| Сводный рейтинг       | Сводный рейтинг |
| Агрегатор             | Оценка          |
| --------------------- | --------------- |
| GameRankings          | 81,12 %         |
| Metacritic            | 77/100          |
| Иноязычные издания    |                 |
| Издание               | Оценка          |
| Destructoid           | 7.25/10         |
| Edge                  | 6/10            |
| Eurogamer             | 7/10            |
| Game Informer         | 7/10            |
| GamePro               | [ 25 ]          |
| GameRevolution        | B+              |
| GameSpot              | 7.5/10          |
| GameTrailers          | 8/10            |
| GameZone              | 8/10            |
| IGN                   | 8/10            |
| Nintendo Power        | 9/10            |
| Giant Bomb            | [ 32 ]          |
| Русскоязычные издания |                 |
| Издание               | Оценка          |
| «Страна игр»          | 6 из 10         |

Игра получила преимущественно положительные отзывы критиков, набрав 77 баллов из 100 на агрегаторе Metacritic. Однако в Японии продажи оказались низкими. В первую неделю после выхода игра заняла лишь 33-е место по продажам в регионе, разойдясь тиражом всего 5800 копий. Неудовлетворительные коммерческие результаты привели к тому, что Bandai Namco отказалась от планов по возрождению франшизы, включая создание ремейка второй части и разработку новой, третьей игры в серии.
Отзывы о игровом процессе были неоднозначными. Обозреватели Weekly Famitsu посчитали, что игра в целом доставила удовольствие, присудив ей 36 баллов из 40 и платиновую награду, но раскритиковали её за отсутствие свежих идей. Журнал также подчеркнул значительное улучшение графики. Kotaku также похвалил игровой процесс, но раскритиковал общую простоту, назвав игру «довольно стандартным платформером». GameSpot отметил увлекательность игры, но указал на её линейность и низкую сложность. При этом рецензенты высоко оценили детализацию и яркость игрового мира. IGN также похвалил визуальную составляющую, особенно отметив «насыщенную водную палитру» и «отличные эффекты воды». Обозреватель «Страны игр» раскритиковал по его мнению «упрощенную» графику, «примитивные» диалоги и короткую продолжительность игры. В комментарии к тому же обзору Артём Шорохов отметил, что лучше всего было «вообще не эксгумировать такую игру, а вместо этого перезапустить сериал с нуля».
1UP.com сравнил графику с Klonoa 2 и включил игру в список «Шесть малоизвестных игр для Wii, в которые стоит сыграть». Редакторы Nintendo Power назвали Klonoa одной из 30 «важнейших игр для Wii» в июне 2012 года, а в прощальном выпуске в декабре того же года поставили её на 63-е место среди лучших игр, когда-либо выпущенных для игровых систем Nintendo. GamesRadar в 2013 году присвоил игре 38-е место в списке 50 лучших игр для Wii.

## Комментарии
1. ↑  Выходила в Японии под названием Kaze no Klonoa: Door to Phantomile (яп. 風のクロノア door to phantomile "Klonoa of the Wind: Door to Phantomile")